# Kanton Saint-Étienne-de-Saint-Geoirs
Der Kanton Saint-Étienne-de-Saint-Geoirs war bis 2015 ein französischer Wahlkreis im Arrondissement Grenoble, im Département Isère und in der Region Rhône-Alpes. Hauptort war Saint-Étienne-de-Saint-Geoirs. Vertreter im conseil général des Départements war zuletzt von 1982 bis 2015 René Vette (parteilos).

## Gemeinden
Der Kanton umfasste die Wahlberechtigten aus zwölf Gemeinden:
| Gemeinde                      | Einwohner Jahr | Fläche km² | Bevölkerungsdichte | Code INSEE | Postleitzahl |
| ----------------------------- | -------------- | ---------- | ------------------ | ---------- | ------------ |
| Bressieux                     | 88 (2013)      | 0,89       | 99 Einw./km²       | 38056      | 38870        |
| Brézins                       | 1917 (2013)    | 8,26       | 232 Einw./km²      | 38058      | 38590        |
| Brion                         | 134 (2013)     | 3,94       | 34 Einw./km²       | 38060      | 38590        |
| La Forteresse                 | 320 (2013)     | 9,22       | 35 Einw./km²       | 38171      | 38590        |
| La Frette                     | 1101 (2013)    | 11,8       | 93 Einw./km²       | 38174      | 38260        |
| Plan                          | 255 (2013)     | 6,1        | 42 Einw./km²       | 38308      | 38590        |
| Saint-Étienne-de-Saint-Geoirs | 3229 (2013)    | 18,62      | 173 Einw./km²      | 38384      | 38590        |
| Saint-Geoirs                  | 517 (2013)     | 6,93       | 75 Einw./km²       | 38387      | 38590        |
| Saint-Michel-de-Saint-Geoirs  | 305 (2013)     | 7,14       | 43 Einw./km²       | 38427      | 38590        |
| Saint-Pierre-de-Bressieux     | 757 (2013)     | 23,08      | 33 Einw./km²       | 38440      | 38870        |
| Saint-Siméon-de-Bressieux     | 2823 (2013)    | 18,79      | 150 Einw./km²      | 38457      | 38870        |
| Sillans                       | 1885 (2013)    | 12,61      | 149 Einw./km²      | 38490      | 38590        |